# Wisma 46
Wisma 46 (także: BNI City Tower lub Bank Negara Indonesia) – wieżowiec w Dżakarcie, w Indonezji, o wysokości 262 m. 
Budynek został otwarty w 1996 i ma 48 kondygnacji.
Od 1996 do 2015 był najwyższym budynkiem w kraju (obecnie najwyższym budynkiem jest Gama Tower, który ma 310 m wysokości i 69 kondygnacji). 

## Galeria

Wisma 46
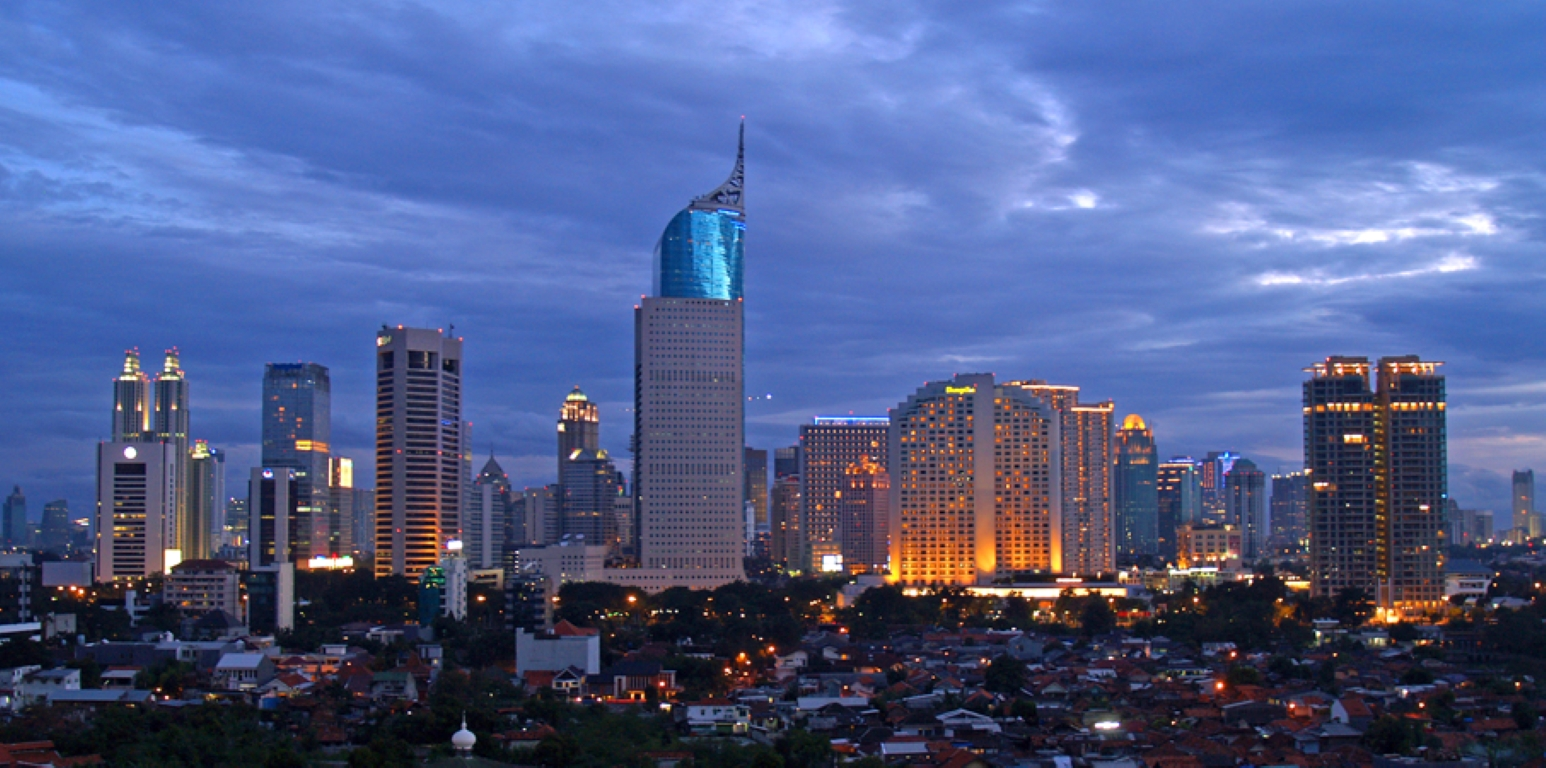
na tle innych wysokościowców Dżakarty, 2008